# Municipio de Sanilac
El municipio de Sanilac (en inglés: Sanilac Township) es un municipio ubicado en el condado de Sanilac en el estado estadounidense de Míchigan. En el año 2010 tenía una población de 2431 habitantes y una densidad poblacional de 22,98 personas por km².

## Geografía
El municipio de Sanilac se encuentra ubicado en las coordenadas 43°24′24″N 82°35′2″O / 43.40667, -82.58389. Según la Oficina del Censo de los Estados Unidos, el municipio tiene una superficie total de 105.77 km², de la cual 105,6 km² corresponden a tierra firme y (0,16 %) 0,17 km² es agua.

## Demografía
Según el censo de 2010, había 2431 personas residiendo en el municipio de Sanilac. La densidad de población era de 22,98 hab./km². De los 2431 habitantes, el municipio de Sanilac estaba compuesto por el 97,53 % blancos, el 0,21 % eran afroamericanos, el 0,33 % eran amerindios, el 0,53 % eran asiáticos, el 0,33 % eran de otras razas y el 1,07 % eran de una mezcla de razas. Del total de la población el 1,52 % eran hispanos o latinos de cualquier raza.